# Російська Польща

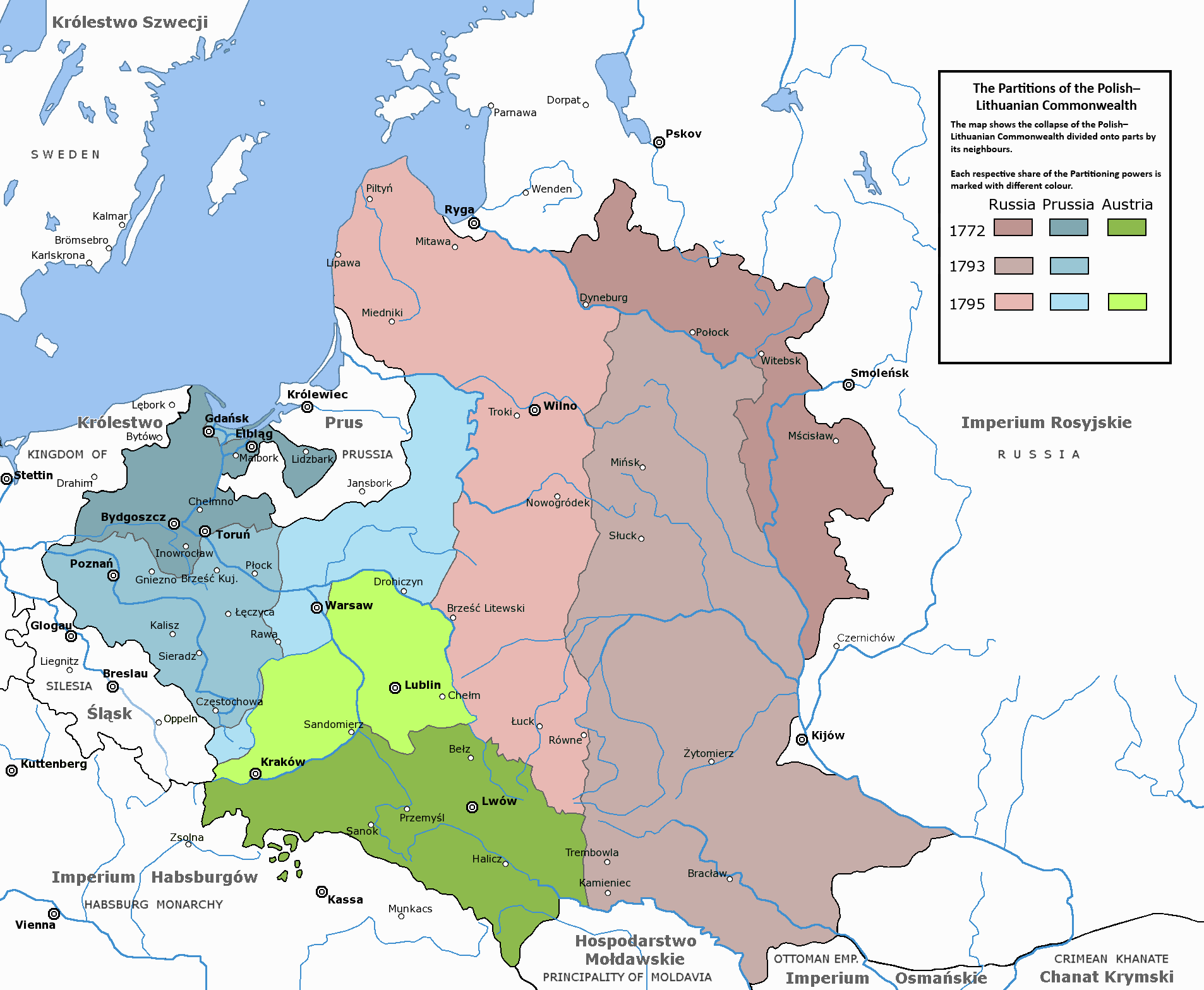
Розділи Речі Посполитої

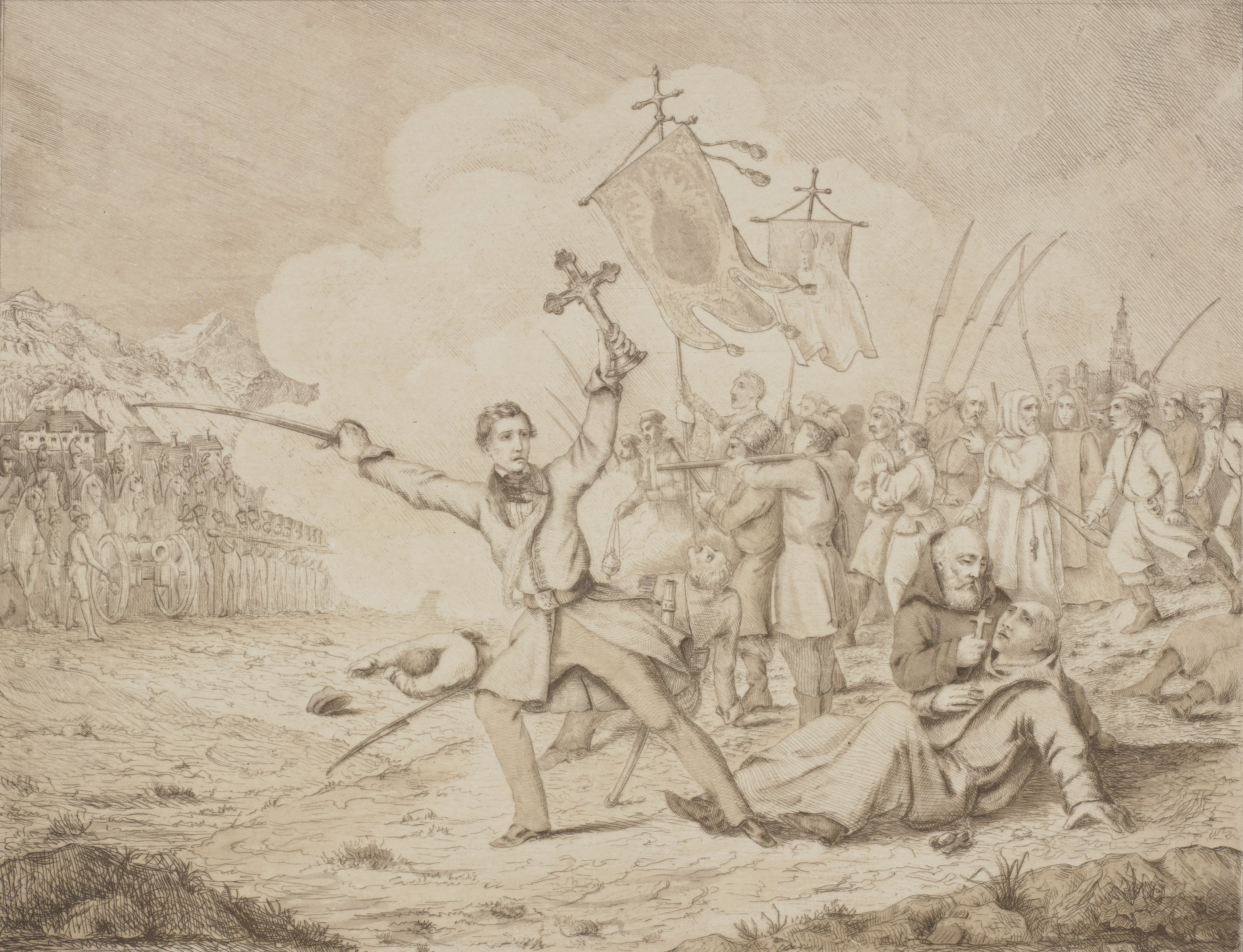
Едуард Дембовський на чолі Краківського повстання 27 лютого 1846

Російська Польща, також «Російський Розділ» (пол. Zabór rosyjski) або «Російський Сектор» — колишні володіння Речі Посполитої, анексовані Російською імперією в результаті першого (1772), другого (1793) і третього розділу Речі Посполитої (1795), а також після поділу Варшавського герцогства в 1815.

## Листопадове повстання
Почалося 29 листопада 1830 і тривало до 21 жовтня 1831 під гаслом відновлення незалежної «історичної Речі Посполитої» в межах 1772 року, тобто сецесії не тільки територій з переважно польським населенням, а й територій, населених білорусами, українцями та литовцями.

## Адміністративний поділ
Російська імперія розділила колишні території Речі Посполитої на такі адміністративні одиниці:
- Гродненська губернія
- Київська губернія
- Волинська губернія
- Подільська губернія
- Мінська губернія